# 斉川一夫
斉川一夫 (さいかわ かずお、1929年5月5日 - )は、日本の俳優。エム・スリー所属。舞台芸術学院卒業。以前は劇団七曜会、劇団泉座、東京俳優生活協同組合、渡辺アーチストに所属していた。

## 出演

### テレビドラマ
- 風前の灯(1974年)
- 顔で笑って 第23話「母の秘密」（1974年、TBS / 大映テレビ） - 日の出清掃社職員 役
- NHK大河ドラマ
  - 風と雲と虹と(1976年)
  - 花神(1977年)
  - 獅子の時代(1980年)
  - おんな太閤記(1981年)
  - 峠の群像(1982年) - 茶坊主 役
  - 徳川家康(1983年)
  - 山河燃ゆ(1984年)
  - 春の波涛(1985年)
  - いのち(1986年)
  - 武田信玄(1988年)
  - 炎立つ(1993年 - 1994年) - 藤原経長 役
  - 八代将軍吉宗(1995年)
  - 北条時宗(2001年) - 菅原長成 役
- ご存知!女ねずみ小僧 第2話「泣くときは、いつも独り」（1977年5月9日） - 黒川左衛門尉 役
- わかれ道 (1978年11月6日 - 11月24日)
- 連続テレビ小説（NHK総合）
  - マー姉ちゃん 第37回（1979年）- 男（花盗人）
  - おしん (1983年4月4日 - 1984年3月31日)
- そば屋梅吉捕物帳 第2話「花の吉原遊女の悲恋」（1979年10月3日） - 車善七 役
- 男子の本懐 (1981年1月4日)
- ザ・ハングマンII第7話 (1982年7月16日)
- 御宿かわせみ 第2シリーズ 第17話 「梅一輪」(1983年2月23日) - 商人 役
- 新・事件 断崖の眺め (1984年11月17日 - 12月22日)
- 真田太平記 (1985年 - 1986年) お側衆 役
- 愛の嵐（1986年、泉放送制作/東海テレビ）- 小作人
- まんが道 青春編(1987年7月27日 - 8月14日) - あさり売り 役
- 花へんろ・風の昭和日記 (1988年2月6日 - 3月12日
- しあわせ志願 (1988年4月4日 - 4月29日)
- 続・イキのいい奴(1988年4月6日 - 7月6日)
- 素晴らしき帰郷 (1988年8月29日 - 9月16日)
- 新金色夜叉 百年の恋 (1990年10月1日-12月28日)
- 水曜ドラマ マダム・りん子の事件帖（1991年、NHK） - 時造 役
- 君の名は
- ひまわり(2007年9月16日)

## 著書
- ヒチてんごうの独り語り